# Walter Gargano
Walter Alejandro Gargano Guevara (n. 23 iulie 1984) este un fotbalist uruguayan care joacă pentru AA Durazno FC.

## Carieră
Gargano a început să joace fotbal la vârsta de trei ani și sa alăturat clubului de tineret Centella din Paysandú. În clubul de tineret, el se afla în poziția mijlocie. În timpul tinereții, Gargano a jucat împotriva viitorului său club Danubio, unde a fost descoperit în curând de club și sa alăturat acestora.

### Danubio
Gargano și-a început cariera profesională cu Danubio în 2003 și a debutat în ligă. El a câștigat două titluri naționale cu Danubio 2004 (care a fost primul său sezon câștigător) și 2006-07. El a făcut 102 apariții și a marcat de trei ori, a fost un jucător obișnuit în prima echipă.

### Napoli
La 30 iunie 2007, Gargano a fost de acord cu un transfer de la clubul Uruguayan Danubio la promotorul recent de la Napoli, pentru o taxă de 2 milioane de lire sterline , semnând un contract de cinci ani. El a făcut prima sa apariție pentru club într-o victorie de 4-0 pe Cesena și a făcut debutul Serie A pe 26 august 2007 împotriva lui Cagliari. La 20 octombrie 2007, a marcat primul său gol într-o egalitate de 4-4 împotriva romilor și a încasat săptămâna următoare într-o victorie de 3-1 pe Juventus. În primul său sezon el a scos 34 de puncte de două ori. De asemenea, în primul sezon Gargano a primit două victorii, doua lovitură de rezervă cu o pierdere de 5-2 împotriva Milano pe 13 ianuarie 2008 și un cartonaș roșu într-o victorie de 2-1 împotriva Parma, la 20 aprilie 2008.

### Internațional
Gargano a semnat pentru Internațional pe 23 august 2012 împrumut pentru € 1,25m, cu opțiunea de a face mutarea permanentă pentru € 8,25m. Trei zile după mutare, el a făcut debutul în prima partidă a sezonului cu o victorie de 3-0 asupra Pescarei.

### C.F Monterrey
Gargano a semnat pentru clubul mexican Monterrey după opt ani în fotbalul italian care sa alăturat clubului alături de atacantul argentinian Rogelio Funes Mori. Stadionul BBVA Bancomer este noul stadion de acasă pentru Monterrey. În prezent joacă în mijlocul terenului, alături de clubul veteran Luis Perez.

## Cariera internațională
Gargano și-a reprezentat națiunea la Copa América 2007. El a fost inclus în echipă la Cupa Mondială, unde a fost înlocuit de mai multe ori în timp ce Uruguay a terminat pe locul patru în turneu. În 2011, a fost membru al echipei Uruguay care a câștigat echipa Copa América și a înscris în loviturile de pedeapsă împotriva Argentinei.

## Viața personală
Walter este căsătorit cu  Michaela, care sunt slovacă . Împreună cuplul are trei copii: Matias, născut la 7 mai 2010,  Thiago, născut la 7 aprilie 2012,  și Leo, născut la 27 noiembrie 2017. 

## Legături externe
- Profil pe ESPN[nefuncțională]